# 盾翅果属
盾翅果属（学名：Aspidopterys）是金虎尾科下的一个属，为灌木植物。该属共有20种，分布于亚洲热带地区。